# Johan Holmstrand
Johan Emil Holmstrand, född 28 maj 1885 i Hyllie församling, död 7 oktober 1958 i Limhamn, var en svensk kompositör och sångtextförfattare.
Holmstrand sattes vid 13 års ålder i målarlära och arbetade därefter som målarmästare. Mellan 1914 och 1924 innehade han Limhamns missionsbokhandel. Hans stora intresse var musik, och från 1923 ledde han missionsförsamlingens kör. Han var under en period även organist. Bland hans sånger märks "Guds ord och löften kan aldrig svika", som finns i flera samfunds sångböcker och även användes som filmmusik i Ingmar Bergmans film Ansiktet (1958).